# Erik (O Fantasma da Ópera)

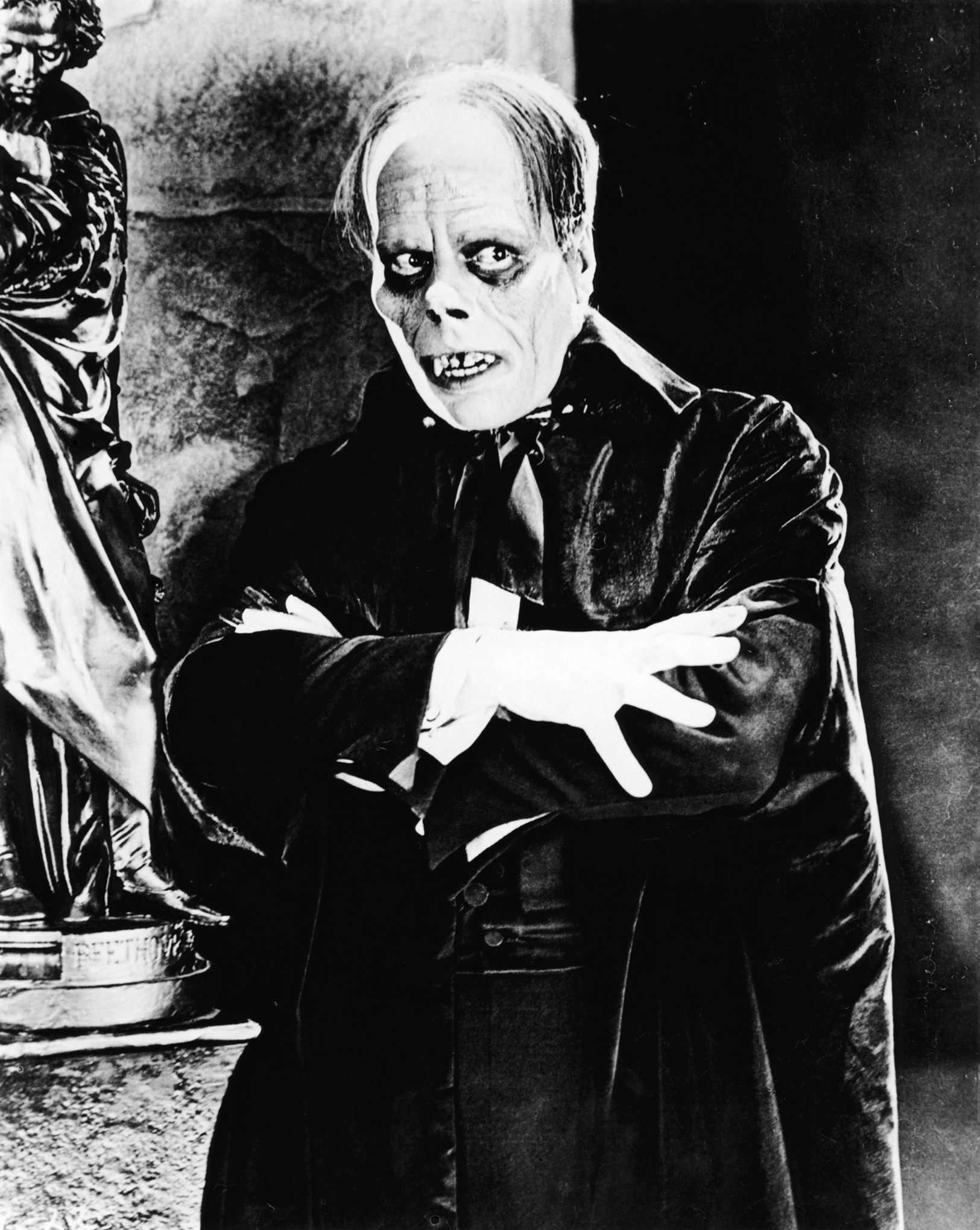
Lon Chaney como Erik no filme de 1925

Erik (também conhecido como O Fantasma da Ópera, comummente referido como O Fantasma), é um personagem criado pelo escritor Gaston Leroux em seu livro de 1910, O Fantasma da Ópera. Também tornou-se personagem principal de inúmeras versões cinematográficas para a história, além de minisséries, musicais e montagens teatrais.

## O Fantasma da Ópera
Erik não é o nome verdadeiro do personagem, mas é esse o nome assumido por ele no livro. Sua origem não é clara, mas desde cedo, ao nascer, sua aparência inspirava horror, a começar por seus pais, que o rejeitavam. Erik logo fugiu, juntando-se a um grupo de ciganos, onde aprendeu as artes do ilusionismo. Porém, mais do que seu talento para a mágica, sua voz chamava a atenção por sua beleza. Interessado em seu dotes artísticos, um Xá Persa colocou-o a seus serviços e Erik mudou-se para a Pérsia.
Em sua nova vida, desenvolveu dotes de arquiteto, planejando labirintos, porões e passagens secretas, câmaras de tortura, além de lutar nos torneios promovidos pelo Xá, de onde saía vitorioso graças à sua habilidade com o laço de Punjab.
Quando seus serviços deixaram de ser necessários ao Xá, esse mandou matá-lo, pois Erik conhecia muitos segredos que poderiam por em risco a segurança dos palácios persas. Erik fugiu e retornou para Paris, com muito dinheiro. Ajudou a arquitetar o complexo Teatro da Ópera de Paris, conhecendo suas fundações e passagens secretas. Depois da obra concluída, foi nessas fundações subterrâneas que ele se refugiou, levando uma vida reclusa.
Enquanto vivia no subterrâneo, usou do medo das pessoas para garantir sua privacidade e ao mesmo tempo manter seu padrão de vida. Causava pequenos acidentes, entregava mensagens e cartas, assinando com "O Fantasma da Ópera".
Assim, Erik frequentava a Ópera de Paris, onde tinha seu próprio camarote reservado, sendo sempre servido pela mesma camareira, com os requintes exigidos por ele.
Foi também vivendo nos subterrâneos que conheceu a senhorita Daaé, apaixonando-se por ela. Começou a ensinar-lhe o canto tencionado torná-la a estrela da ópera de Paris. Seus planos foram interrompidos quando o teatro mudou a administração e os novos administradores não atendiam aos seus caprichos. Ao mesmo tempo Christine reencontrou um amigo de infância, Raoul, que também se apaixonou por ela e começou a tentar conquistá-la.
Erik, que se apresentara a Christine como o Anjo da Música, iniciou uma série de ações tencionado a conquistar o amor de Christine e manter-se com o status de fantasma na ópera de Paris. Aconteceram assassinatos e inúmeros acidentes, culminado na morte do irmão de Raoul e no desaparecimento de Raoul e Christine.

## Representação na Cultura
Desde 1910 a imagem do fantasma atormentado, do músico apaixonado, do "anjo da música", da "morte vermelha" esteve presente em mais de dezoito filmes e diferentes montagens teatrais e musicais.
Dentre os musicais, o mais conhecido, tendo ficado em cartaz por mais de 17 anos, é o The Phantom of the Opera musical de Andrew Lloyde Webber, que ficou em cartaz em Londres e na Broadway, além de haver sido montado em quarenta e oito países diferentes, incluindo o Brasil.
No cinema, teve o primeiro filme produzido em 1916, ainda na era do cinema mudo. Das Phantom der Oper é uma produção alemã dirigida por Ernst Matray. Em seguida, Hollywood deu vida à história, realizando em 1925 a versão com Lon Chaney como o Fantasma. Em 1943 outra versão, com Claude Rains trouxe novamente Erik a Hollywood, dessa vez com um caráter diverso do apresentado no livro. Em 2004, o próprio Andrew Lloyd Webber leva para os cinemas sua versão de O Fantasma da Ópera, com a direção de Joel Schumacher, tendo o ator Gerard Butler no papel título.

### O Fantasma da Ópera no Cinema
- Nils Olaf Chrisander em 1916, na versão alemã
- Lon Chaney na versão de 1925.
- Claude Rains em 1943. Versão feita em Technicolor.
- Herbert Lom em 1962
- Edward Petherbridge, em 1976.
- Maximillian Schell em 1983. (série para televisão)
- Robert Englund na versão de terror em 1989
- Charles Dance em 1990.(minissérie)
- Julian Sands em 1998, ma versão de Dario Argento.
- Gerard Butler na adaptação do musical de Andrew Lloyd Webber para o cinema em 2004

### O Fantasma da Ópera no teatro
- William Finley em 1974 na versão opera rock Phantom of the Paradise.
- Michael Crawford em 1986 no musical de Andrew Lloyd Webber.